# المراكز العلمية في الدولة السعودية الثانية
كانت مراكز العلم والتعليم لا تعدو ثلاثة مراكز في شبة الجزيرة العربية ينبثق منها نور العلم والمعرفة وهي مراكز الحرمين الشريفين، ومراكز في منطقة الساحل الشرقي من شبة الجزيرة العربية، ومراكز في نجد القابعة وسط شبة الجزيرة.

## المراكز الثقافية في نجد
قبل ظهور الدولة السعودية الثانية بوقت طويل كان هناك عدد من المراكز العلمية التي كان لها دور في نشر العلم والمعرفة، منها؛

### العيينة
التي أنشأها حسن بن طوق جد آل معمر في منتصف القرن التاسع الهجري، حيث تميزت هذه المدينة بكبر مساحتها وكثرة سكانها، وكانت عاصمة لبلدان نجد ومركزًا علميًا مهمًا توافد إليها العلماء من كثير من المناطق حيث قيل: إن فيها أكثر من ثمانين عالمًا يدرِّسون العلم في مساجدها، وأُسس فيها أول مؤسسة علمية في نجد، حيث جلس فيها للتدريس والدعوة الشيخ محمد بن عبدالوهاب فهي مكان ولادته ونشأته، فاستطاعت أن تجذب خيرة العلماء الذين شغلوا مناصب مهمة.

### الدرعية
التي أصبحت عاصمة للدولة السعودية الأولى ومقرًا للدعوة السلفية، وقد سبق ظهورها ظهور الرياض عاصمة الدولة السعودية الثانية، وفد إليها العلماء من كل مكان وكثرت فيها حلقات التدريس، فوفد إليها الطلاب من داخل الجزيرة العربية وخارجها فنشطت الحركة العلمية فيها، وتنافس الكثيرون في الحصول عليه، خاصة أن كثيرًا من العلماء وَجَدَ له مكانة عالية ورُتها رفيعة في الدولة، وبذلك أصبحت هناك أكبر حركة علمية ظهرت في البلاد، حتى قيل: إنه كان لأهل الدرعية مكان يجلسون فيه لتلقي الدروس وكان يسمى (الباطن) ، وهو المعروف باسم (الموسم ) الذي يتم فيه البيع والشراء وذلك في فصل الصيف بعد طلوع شمس كل يوم عند الدكاكين الشرقية، وفي الشتاء عند الدكاكين الغربية فيجلسون على شكل حلقة بعد حلقة أي كل حلقة خلف الأخرى ويستمعون إلى دروس الشيخ.

### أشيقر
هي من بلدان الوشم، ومنها تفرقت عشائر الوهبة في بلدان نجد، وقد زخرت بالعلماء والفقهاء، حيث بلغ فيها التدريس القمة لدرجة أن علماءها نافسوا علماء الدرعية في الفترة نفسها وأصبح علماؤها هم المؤهلين للقضاء في إحدى السنين، حتى قيل: إنهم بلغوا في إحدى السنوات ثمانين عالمًا.
• ولم يدم الأمر لهذه المراكز العلمية على الرغم مما وصلت إليه من المستوى العلمي الرفيع، حيث ما لبثت أن تدهورت لأسباب سياسية مختلفة، وظهر على أنقاضها مراكز جديدة ورثت العلم والمعرفة والعلماء، علاوة على اتصافها بمقومات إستراتيجية وسياسية واقتصادية واجتماعية ساهمت بدور فعّال في دفع الحركة العلمية وذلك خلال فترة الدولة السعودية الثانية. ومن أشهر هذه المراكز العلمية:
- الرياض
- القصيم
- المنطقة الشرقية (القطيف والأحساء)
- المنطقة الشمالية (حائل)

## الرياض
هي خليفة الدرعية في المكانة السياسية والعلمية، وهي المدينة التي اتخذها الإمام تركي بن عبدالله (1236هـ/1820م) مركزًا لحكمه، وأصبحت أحد المراكز العلمية المهمة في وسط نجد التي تمتاز بوفرة العلماء وكثرتهم حتى ضعف نفوذ آل سعود فيها بوفاة الإمام فيصل بن تركي. وقد انتشرت فيها الكتاتيب التي كانت البؤرة الأساسية لنشر العلم والثقافة، ويقوم عليها رجال مختصون بتدريس قواعد الهجاء وتلقين قراءة القرآن الكريم.
ونستطيع القول: إن هناك مقومات جعلت الرياض تحتل المركز الأول العلمي في نجد، وتحتل مكان الدرعية؛ وهي:

- الموقع الإستراتيجي المهم لها في وسط نجد.
- المكانة السياسية التي حظيت بها بوصفها عاصمة للدولة السعودية الثانية.
- الكثافة السكانية العالية التي كانت موجودة فيها.
- كثرة المراكز الدينية كالمساجد التي هي أحد المؤسسات العلمية في تلك الفترة.
- الاهتمام بها من قبل أئمتها وأمرائها كالإمام تركي بن عبدالله والإمام فيصل بن تركي، حيث كانوا يقدرون طلبة العلم كثيرًا، ويُجلون العلماء والشيوخ، ويفردون لهم مرتبات شهرية تعينهم على التعليم.
- كثرة العلماء الذين ظهروا فيها خلال تلك الفترة.

ومن أشهر العلماء الذين ظهروا هنا علماء أسرة آل الشيخ محمد بن عبدالوهاب، وعبد الرحمن بن حسن آل الشيخ، عبد اللطيف بن عبد الرحمن بن حسن، وعبد الله بن عبد اللطيف آل الشيخ، وعبد العزيز بن محمد، وإبراهيم بن عبد اللطيف وغيرهم.

## القصيم
كان التعليم في منطقة القصيم منتشرًا بصورة نسبية نتيجة وقوع المنطقة على طرق القوافل التجارية، حيث انتشرت فيها المدارس والكتاتيب خاصة في منطقتي بريدة وعنيزة. وحظيت القصيم بنصيب وافر من العلم والمعرفة، ويعود ذلك إلى عدة أسباب، منها توسط موقعها الجغرافي بين الحجاز موقع الحرمين والرياض التي هي العاصمة والمركز السياسي والعلمي في تلك الفترة، إضافة إلى رغبة أهالي بريدة وسعيهم المستمر في طلب العلم حتى عن طريق الارتحال أجله.
وكذلك عنيزة التي تعد من أهم المراكز العلمية خلال تلك الفترة وذلك لكثرة العلماء فيها وكذلك الكتاتيب التي يقوم عليها المطاوعة من أجل التعليم والتثقيف. وقد عُرف قضاتها بالعلم والأدب والشعر، وأوقف هؤلاء العلماء حياتهم للعلم؛ فلزموا المساجد والمجالس العلمية، وشجعوا كثيرًا من الطلبة على الاستزادة من مختلف العلوم والاستفادة من العلماء الذين وجدوا في هذه المدينة.

## المنطقة الشرقية

### القطيف
كان لموقع هذه المدينة الأثر الكبير في اتصالها بكثير من الأمم والشعوب، وأدى ذلك إلى دفع الحركة العلمية فيها ورواجها وتلاقي كثير من الحضارات ومن ثم ازدهار العلوم وكثرة العلماء، وأصبحت مركزًا علميًا مشعًا يقصده طلاب العلم ومريدوه من مختلف الأنحاء، وساعد على ذلك عدة أمور منها:
- غنى المنطقة بالأراضي الزراعية التي استقر فيها الإنسان، فساعده هذا الاستقرار على الاطمئنان على قوته فحقق هذا نوعًا من الثراء جعله يتجه للناحية العلمية.
- تقدير سكان المنطقة واحترامهم للعلماء وعلماء الدين، وتعلق أبناء المنطقة باللغة العربية وشغفهم بتعلم أصولها وقواعدها.
- كثرة علمائها المتفرغين للتدريس وترحيبهم بمن يقصدهم بفتح بيوتهم ومساجدهم وإهداء كتبهم، وكثرة سفرهم وتجوالهم في مناطق الخليج العربي بقصد نشر العلم والمعرفة.
- تنافس ميسوريها في تشييد المدارس الدينية والمساجد ووقف الأوقاف. إضافة إلى الأموال والهبات التي كان حكام إمارات الخليج العربي يرسلونها للصرف على العلم وطلابه.
- تنافس أسر المنطقة وتسابقها في الاهتمام بالعلوم الدينية والعربية.

ومن هنا شهدت القطيف حركة علمية نشطة في أوائل القرن الثالث عشر والرابع عشر الهجريين، وزخرت بالعلماء وطلاب العلم، وانتشرت فيها المدارس الدينية التي تَخرَّج منها عدد من العلماء. كمدرسة الشيخ علي بلاد البحرانى، وتخرج منها العديد من العلماء أبرزهم حسن علي البدر وعبد الله المعتوق، ومحمد بن نمر وماجد العوامي وغيرهم، كذلك من المدارس مدرسة محمد بن نمر الذي أنشأ مدرستين هما العوامية والدبابية ووضع لهما الأوقاف، ومن المدارس كذلك مدرسة عبد الله المعتوق، في جزيرة ((تاروت)). وأخيرًا كان لهذه المدارس والحلقات العلمية وانتشار الكثير من العلماء أثر في الحركة العلمية والفكرية والأدبية في القطيف.

### الأحساء
استطاع المعلمون الأوائل أن يُؤثروا تأثيرًا فعالاً وقوياً في هذه المنطقة على الرغم من استيلاء الأتراك العثمانيين على الإقليم بعد سقوط الدرعية؛ ومن ثم تولى بنو خالد حكم الأحساء إلى أن استردها الإمام تركي بن عبدالله فكان تأثيرهم دينيًا وثقافيًا. وقد اجتمعت في الأحساء عدة عوامل أثرت في مسيرتها التعليمية منها:
- موقعها الإستراتيجي المهم.
- تاريخها العريق واختلاط سكانها بعناصر أخرى مختلفة.
- وجود سنة وشيعة ضمن سكانها.
- انقسام الحكم في بعض الفترات التاريخية بين دولتين مختلفتين في الثقافة والعادات هما الدولة العثمانية، والدولة السعودية فأثر ذلك كله في الناحية التعليمية في المنطقة.

وبذلك تكون المنطقة قد ضمت ثقافات مختلفة فانتشرت فيها الكتاتيب والمساجد والمدارس، وأصبحت مركزًا من مراكز الإشعاع الديني والفكري. وكان كثير من علمائها ومشايخها المرجع الأساسي في الفقة والإفتاء لإمارات الخليج، فأسرة آل مبارك كانت مرجعًا للمالكية، وأسرة آل عبد القادر مرجعًا للشافعية، وأسرة آل ملا مرجعًا للأحناف، وكان هؤلاء المشايخ والعلماء يسافرون للهند والبحرين والكويت والبصرة ونجد لغرض العلم والوعظ والإرشاد أولًا وللتجارة ثانيًا.
ولقد كان في الأحساء وحدها حوالي عشرين مدرسة تعلم الصبيان حفظ القرآن والقراءات والتجويد، وهناك ثلاثون مدرسة أخرى كانت تدرس العلوم العربية والدينية، وكان طلاب العلم يفدون إلى الأحساء من الكويت والبحرين وقطر وعمان وقلب الجزيرة العربية. لكن مرت البلاد بفترات تاريخية أدت إلى انخفاض نسبة التعليم فيها، من ذلك فترة وجود الحكم العثماني بالمنطقة الذي سبب الفتن والاضطرابات في المنطقة، إضافة إلى فترة الصراعات التي حدثت بعد وفاة الإمام فيصل بن تركي، وقد أهمل الأتراك بعد ذلك التعليم، ولم يبق من هذه المدارس في عام 1318هـ/1900م إلا ثلاث مدارس فقط.

## المنطقة الشمالية

### حائل
لم تكن حائل تختلف عن غيرها من المناطق في نجد من حيث مسيرة التعليم، فقد انتشرت فيها الكتاتيب والحلقات العلمية في المساجد، وظهر فيها عدد كبير من العلماء والمشايخ الذين أدوا دورًا بارزًا في نشر العلم في تلك الجهات. وعلى الرغم من أن هناك من يشير إلى أن المستوى الثقافي في منطقة جبل شمر ظل محدودًا وأن عدد المتعلمين كان قليلًا باستثناء القضاة والأئمة، وأن علمهم فقط ظل محصورًا في الفقه الحنبلي والقرآن والأحاديث، وابتعدوا عن دراسة قواعد اللغة والأدب، فهذا كلام مبالغ فيه، والصحيح أنهم كانوا يحكمون وفقًا للفقة الحنبلي، إضافة إلى أن علماءها كانوا يجيدون أصول الفقه والتوحيد وقواعد اللغة والأدب، ويتضح ذلك بصورة جلية من خلال كتاباتهم ورسائلهم الفقهية، أو حتى رسائلهم وكتاباتهم في القضايا المختلفة.
فكانت تلك أشهر المراكز العلمية التي انتشرت في نجد، ومارست دورًا كبيرًا في دفع الحركة العلمية في المنطقة. وكان هناك العديد من المراكز العلمية الأخرى التي كانت منتشرة في أرجاء شبه الجزيرة العربية أثرت بشكل أو بآخر في المراكز العلمية التي ظهرت في الدولة السعودية الثانية من حيث الاستفادة العلمية والاتصال بين علماء هذه المراكز وطلابها وتبادل العلوم والمعارف على اختلاف أنواعها، فقد ساعدت العلاقة بين المراكز العلمية في الدولة السعودية الثانية والمراكز الأخرى سواءً كانت في الحجاز أم في الجنوب أو المراكز العلمية في العراق أو مصر وغيرها؛ على الاتصال العلمي بين العلماء والاطلاع على أوضاع تلك المناطق الاجتماعية والعلمية والدينية.